# 张末
张末（1983年3月31日—），陕西西安人，中国大陆电影导演、剪辑、编剧，为知名导演张艺谋与前妻肖华所生的女儿。2016年制作导演处女作《28岁未成年》，其他代表作包括《归来》、《金陵十三钗》和《三枪拍案惊奇》。

## 生平
张末1983年3月31日在陕西省西安市出生，父亲为电影导演张艺谋，母亲为肖华。15岁时，张末与家人移民美国，在当地读高中。随后就读于哥伦比亚大学，获建筑学文学士，然而她认为建筑学限制了表达个人情感的空间，于是在导演李安推荐下，到蒂施艺术学院学习电影，获美学硕士学位。毕业后，她回到中国，与父亲张艺谋制作多部电影，在《山楂树之恋》和《三枪拍案惊奇》中担任剪辑，在《金陵十三钗》中担任助理导演。2016年，张末执导个人首部导演电影《28岁未成年》，2021年与张艺谋共同出任战争片《狙击手》导演。
丈夫为创新艺人经纪公司行政孟丹青，2012年10月结婚。之前曾与一位名叫托维（Tovey）的美国男子于2006年5月结婚，2008年底离婚。